# Sharmila Tagore
Sharmila Tagore (Hyderabad, 8 dicembre 1946) è un'attrice indiana, uno dei volti più famosi di Bollywood.
Dal 1959 ad oggi ha recitato in moltissimi film, alcuni dei quali diventati pietre miliari del cinema indiano.
Si è sposata con Mansoor Ali Khan nel 1969, anno in cui vinse il premio come Miglior Attrice ai Filmfare Awards. È la madre di Saif Ali Khan.

## Filmografia parziale
- Il mondo di Apu (Apur Sansar), regia di Satyajit Ray (1959)
- Devi, regia di Satyajit Ray (1960)
- Nayak, regia di Satyajit Ray (1966)
- Aradhana, regia di Shakti Samanta (1969)
- Seemabaddha, regia di Satyajit Ray (1971)
- Daag: A Poem of Love, regia di Yash Chopra (1973)
- Aa Gale Lag Jaa, regia di Manmohan Desai (1973)
- Amanush, regia di Shakti Samanta (1975)
- New Delhi Times, regia di Romesh Sharma (1986)
- Mississippi Masala, regia di Mira Nair (1991)
- Dhadkan, regia di Dharmesh Darshan (2000)
- Eklavya: The Royal Guard, regia di Vidhu Vinod Chopra (2006)
- Break Ke Baad, regia di Danish Aslam (2010)